# حماس كرة القدم
حماس كرة القدم (باليابانية: 銀河へキックオフ!!، بالروماجي:  Ginga e Kikkuofu!!) (بالإنجليزية: Ginga e Kickoff!!)‏ هو مسلسل أنمي تلفزيوني ياباني من إنتاج استوديو تيو أنيميشن، عرض في 3 أبريل عام 2012 حتى 26 فبراير عام 2013، وتكون من 39 حلقة. عرض الأنمي في أوروبا باسم Victory Kickoff، وتمت ترجمته إلى الفرنسية،  والإيطالية. تمت ترجمة الأنمي إلى العربية وعرض على mbc 3. 

## القصة
تدور أحداث القصة عن (شو أوتا)، هو فتى في الصف السادس الابتدائي في مدرسة (موموياما)، يحب كرة القدم كثيراً، على الرغم من أنه سيئ للغاية فيها. ولكن نادي كرة القدم تم حله، لأنه آخر عضو فيه، فقرر أن ينطلق للعثور على أعضاء لإحياء الفريق، تعرف على (إيريكا)، هي فتاة تلعب كرة القدم في الحديقة مع كلبها، وطلب منها الانضمام لفريقه، وسويا نجحا في ضم لاعبين آخرين للفريق، ليشاركوا في إحدى بطولات كرة القدم، سعيًا إلى الفوز بها، والحصول على لقب أفضل فريق في الكون.

## الشخصيات
أوتا شو (باليابانية: 太田 翔، بالروماجي: Ōta Shō)
مؤدية الصوت: يو كوباياشي 
إيريكا تاكاتو (باليابانية: 高遠 エリカ، بالروماجي: Takatō Erika)
مؤدية الصوت: ميراي ناكاتسو 
كوتا فورويا (باليابانية: 降矢 虎太، بالروماجي: Furuya Kota)
مؤدي الصوت: كين 
ريوجي فورويا (باليابانية: 降矢 竜持، بالروماجي: Furuya Ryūji)
مؤدي الصوت: شينوسكي تاتشيبانا 
أوزو فوروتا (باليابانية: 降矢 凰壮، بالروماجي: Furuya Ōzō)
مؤدي الصوت: يوشيماسا هوسويا 
ريكا سايونجي (باليابانية: 西園寺 玲華، بالروماجي: Saionji Reika)
مؤدية الصوت: ريكو تازاوا 
تاكوما أوتو غونزاريزو (باليابانية: 青砥 ゴンザレス 琢馬، بالروماجي: Aoto Gonzarezu Takuma)
مؤدية الصوت: كوكورو كيكوتشي 
تاغي سوغياما (باليابانية: 杉山 多義، بالروماجي: Sugiyama Tagi)
مؤدي الصوت: كيوسوكي إيكيدا 
تارو أويماتسو (باليابانية: 植松 太郎، بالروماجي: Uematsu Tarō)
مؤدي الصوت: أتسوشي كوساكا 
يوتو أوكيشيما (باليابانية: 浮島 悠斗، بالروماجي: Ukishima Yūto)
مؤدي الصوت: سوغورو إينوي 
كي أوتشيمورا (باليابانية: 内村 桂، بالروماجي: Uchimura Kei)
مؤدي الصوت: فويوكا أورا 
ماسارو هاناشيما (باليابانية: 花島 勝، بالروماجي: Hanashima Masaru)
مؤدي الصوت: ريكيا كوياما 
كينزو موموياما (باليابانية: 桃山 金造، بالروماجي: Momoyama Kinzō)
مؤدي الصوت: كوتارو ناكامورا 
أكيرا كاغيورا (باليابانية: 景浦 晶، بالروماجي: Kageura Akira)
مؤدي الصوت: تومواكي ماينو 
سوغورو (باليابانية: 須黒، بالروماجي: Suguro)
مؤدي الصوت: كوزو ميتو 
ميساكي شيميزو (باليابانية: 志水 ミサキ، بالروماجي: Shimizu Misaki)
مؤدية الصوت: هوكو كواشيما 
شونيا كوبوتا (باليابانية: 久保田 俊也، بالروماجي: Kubota Shunya)
مؤدي الصوت: تشاد هوري
جون تاناكا (باليابانية: 田中 純، بالروماجي: Tanaka Jun)
مؤدي الصوت: تايشي موراتا

## وصلات خارجية
- الموقع الرسمي(باليابانية)

حماس كرة القدم على موقع ANN anime (الإنجليزية)